# Гилермо Амор
Гиле́рмо Амо́р Марти́нес (на испански: Guillermo Amor Martínez) е бивш испански футболист, универсален полузащитник.
В началото на 90-те години като състезател на Барселона е част от „Дрийм тийма“ на Йохан Кройф. 
С испанския национален отбор записва 37 мача, представлява страната на едно световно и едно европейско първенство по футбол.

## Състезателна кариера
Гилермо Амор е роден в градчето Бенидорм, провинция Аликанте. Той е първият футболист, излязъл от школата Ла Масия и наложил се в първия състав на Барселона. За мъжете дебютира през сезон 1988-89 и се превръща в основна фигура от „Дрийм тийма“ на Йохан Кройф, с който печели пет шампионски титли на Примера дивисион, три Купи на краля, четири суперкупи на Испания, една Шампионска лига, две Купи на носителите на купи и две Суперкупи на УЕФА. През сезон 1997-98 новоназначеният треньор Луис ван Гаал започва все по-рядко да разчита на него и след приключването на шампионата Амор напуска Барселона след 10 сезона и 421 изиграни мача във всички турнири.
По два сезона носи екипите на Фиорентина и Виляреал, преди да завърши кариерата си в шотландския Ливингстън през 2003 година.

## Национален отбор
Дебютът му за испанския национален отбор е в европейска квалификация срещу Чехословакия, играна на 14 ноември 1990 г. в Прага и загубена с 2:3.
На европейското първенство през 1996 г. носи победата в последния мач от груповата фаза, като бележи в 84 минута срещу Румъния и класира отбора си на четвъртфиналите, изпреварвайки с една точка третия в класирането отбор на България.
На 1/4 финалите при изпълнението на наказателни удари срещу Англия отбелязва една от дузпите, но Испания отпада след общ резултат 2:4.
Участва и на световното първенство през 1998 година, на което отпада още в груповата фаза.
Последният му мач за националния отбор е на 5 септември 1998 г. в европейска квалификация срещу отбора на Кипър.

## Успехи
Барселона
- Купа на европейските шампиони 1991/92
- Суперкупа на УЕФА (2): 1992, 1997
- Купа на носителите на купи (2): 1988-89, 1996-97
- Примера дивисион (5): 1990-91, 1991-92, 1992-93, 1993-94, 1997–98
- Купа на краля (3): 1989–90, 1996–97, 1997–98
- Суперкопа де Еспаня (4): 1991, 1992, 1994, 1996